# Здехово
Зде́хово (рос. Здехово) — присілок у складі Щолковського міського округу Московської області, Росія.

## Населення
Населення — 62 особи (2010; 68 2002).
Національний склад (станом на 2002 рік):
- росіяни — 94 %